# HD 94367
HD 94367，又名CP-56 3947，SAO 238557、HR 4250，是一颗恒星，视星等为5.25，位于銀經287.36，銀緯1.99，其B1900.0坐标为赤經10h 48m 25s，赤緯-56° 1.99′ 33″。